# Psydrax cymigera
Psydrax cymigera är en måreväxtart som först beskrevs av Theodoric Valeton, och fick sitt nu gällande namn av Sally T. Reynolds och Rodney John Francis Henderson. Psydrax cymigera ingår i släktet Psydrax och familjen måreväxter. Inga underarter finns listade i Catalogue of Life.